# 王中林
王中林（1961年11月—），出生于陕西省渭南市蒲城县高阳镇，美籍华裔纳米技术专家，佐治亚理工学院终身教授，佐治亚理工学院校董事教授（Regents' Professor），佐治亚理工学院纳米材料科学与技术中心主任，中国国家纳米科学中心联合主任。2009年中国科学院外籍院士，2018年中央研究院院士。现任中国科学院大学纳米科学与技术学院院长、中国科学院北京纳米能源与系统研究所所长兼首席科学家。中国科学院外籍院士，加拿大工程院国际院士，美国国家发明家科学院院士，欧洲工程院外籍院士。

## 生平
- 蒲城县高阳中学 1975–1977应届
- 蒲城县尧山中学 1977–1978复读
- 西北电讯工程学院物理专业 1978–1982
- 美国亚利桑那州立大学物理学博士 1982–1987
- 博士后，在美国纽约州立大学石溪分校—1988

博士毕业后，王中林先后在纽约州立大学石溪分校、英国剑桥大学卡文迪许实验室、美国橡树岭国家实验室和美国国家标准和技术定量局从事过研究工作。1992在石溪分校做博士后期间，31岁的王中林开始写自己的第一本专著，他用了两年多的时间完成了《电子衍射中的弹性和非弹性散射》，1995年纽约知名的施普林格科学+商业媒体出版后，被《American Scientist》杂志评论为“具有卓越成就和极其价值的经典之作”。此后，他在英国剑桥大学继续进行非弹性反射的研究，并发表了20多篇有影响的论文，对非弹性反射理论的发展作出了贡献，并开始在此领域占领了一席之地。

## 贡献
- 在《Science》上发表了关于发现纳米碳管量子导电效应的文章—1998
- 提出用半导体氧化物合成纳米材料—2000年
- 于2012年首次发明了热释电纳米发电机。[6]参见：热释电纳米发电
- 在英國《自然》雜志上发表了他領導的科研小組研制出能産生電能的新型納米纖維—2008

## 著作
- 《电子衍射中的弹性和非弹性散射》Plenum Press，1995
- 《Reflection Electron Microscopy and Spectroscopy for Surface Analysis》,剑桥大学出版社,1996

## 荣誉
- 荣获2014年“詹姆斯·C·麦高第新材料奖”(James C. McGroddy Prize for New Materials)（著名华裔物理学家、半导体物理、材料科学与器件等多科性交叉形成的前沿领域——半导体量子阱、超晶格的主要奠基人之一张立纲院士（Leroy L. Chang）；华裔物理学家、提出用纤维材料传达光束讯号，以建置通信的第一人的“光纤之父”高锟，也都曾获得此奖项）[7][8][9]
- 荣获2018年度“埃尼奖”（ENI award）[10]。
- 榮獲2019年度阿尔伯特·爱因斯坦世界科学奖。王中林是首位获此殊荣的华人科学家。该奖项评选委员会评价王中林在纳米发电机和自供能系统领域做出了开创性的重大贡献[11]。